# Jørgen Rantzau
Jørgen Rantzau, född omkr. 1652, död 1713 i Lübeck, var en dansk militär. Hans karriär började i skånska kriget  1675-79. 
Rantzau utmärkte sig under spanska tronföljdskriget och blev överste vid kavalleriet 1691 under John Churchill, hertigen av Marlborough. Han tjänstgjorde 1701 i Nederländerna och blev generalmajor 1704. 
Rantzau kom tillbaka till Danmark 1709 och anförde de danska trupperna i slaget vid Helsingborg 1710, samt vedergällde 1711 förlusten vid Lübow på en svenska trupp som gjorde utfall mot Wismar.